# ویکتور بوینو
ویکتور بوینو (انگلیسی: Victor Buono؛ ۳ فوریهٔ ۱۹۳۸ – ۱ ژانویهٔ ۱۹۸۲) هنرپیشه اهل ایالات متحده آمریکا بود. 
از فیلم‌هایی که وی در آن نقش داشته است، می‌توان به در زیر سیاره میمون‌ها و مردی با نگاه بسیار سرد اشاره کرد.